# Мартенски пленум на ЦК на БКП (1963)
На 11 и 12 март 1963 година в София е проведен пленум на ЦК на БКП, който прави категоричен обрат в партийната линия по македонския въпрос. Тодор Живков открито заявява, че населението в Пиринска Македония е част от българската нация и е било политически принудено от БКП по време на Културната автономия на Пиринска Македония между 1944 – 1948 година да се обяви за македонско.
Живков критикува дотогавашната политика и категорично заявява, че никаква македонска народност, никаква македонска нация и държава не са съществували нито през Средновековието, нито през Възраждането. Говори за това как във Вардарска Македония в създадената през август 1944 г. Народна Република Македония се форсира създаването македонско национално съзнание. Заявява, че отделен книжовен славянски македонски език преди 1945 г. не е имало. Че така нареченият език, създаден в Скопие, е диалект, едно от българските западни наречия. Живков казва още, че признава обективното съществуване на Македонската република, но без да приема антибългарската основа на формираното там македонско национално съзнание. Признава се, че през 1946 г. партията е извършила насилие върху волята на населението от Пиринска Македония и че повече то не бива да бъде третирано като македонско в югославския, небългарски смисъл. На пленума Живков заявява:
| „ | Нашата партия признава създадената обективно след Втората световна война във Вардарска Македония Народна република Македония в рамките на ФНРЮ. Също така признаваме, че в НР Македония се формира македонско национално съзнание... то се формира на противобългарска основа. А ние сме решително против това и смятаме, че ако този въпрос не се урегулира... ще бъде един постоянен източник за дрязги, за смущения и пречки в нашето развитие... И през средните векове, и в новата история, и в най-новата история Македония е съществувала само като териториално и политическо понятие, а не като етническо понятие, не като обособена народност... Населението от Пиринския край е част от българската нация. Никаква македонска националност там няма и не може да има. Там не стана обособяване на македонско национално съзнание, както във Вардарска Македония, въпреки че ние много съдействахме на това... и най-малко може да става дума някога то да се присъедини към тая нация. Така че всичко, което ние вършихме досега – налагане на език, налагане на друга националност, налагане да се пишат македонци и т.н. – това беше насилие върху волята на това население... Следва в бъдеще да се противопоставяме на всякакви аспирации, откъдето и да идват те, това население да се таксува като македонска националност... | “ |